# Jataúba
Jataúba es un municipio brasileño del estado de Pernambuco. Localizado a 220 km de la capital Recife. Administrativamente, el municipio está formado por el distrito sede y por los poblados de Jacú, Jundiá, Passagem do Tó, Enxotado y Riacho do Meio. Tiene una población estimada al 2020 de 17.228 habitantes.

## Historia
Jataúba (o jataíba o jatobá, del tupí yeta'ïw) es el nombre de una palmera nativa (Hymenaea courbaril). Ubicado en los márgenes del Riacho Jundiá, se denominó jatobá debido a la presencia de un jatobá en la confluencia de los dos riachos que bañan la ciudad.
Localizada en el sertón, allí ocurría semanalmente una feria ganadera que promovió el poblamiento del lugar. Se hizo distrito del municipio de Brejo da Madre de Deus en el año 1879, con el nombre de Jatobá. La villa pasó a denominarse Jataúba en 1943 para diferenciarse de otros locales también denominados Jatobá. Fue elevada a la categoría de municipio el 31 de diciembre de 1958. Sin embargo, el gobernador vetó esta elevación. El veto fue derrumbado por el STF. El municipio fue entonces instalado el 2 de marzo de 1962.